# آندریچوو
آندریچوو (به لاتین: Andrychów) یک شهر و گمینا در لهستان است که در گمینا اندرخوو واقع شده‌است. آندریچوو ۱۰٫۲۸ کیلومتر مربع مساحت و ۲۱٬۶۹۱ نفر جمعیت دارد و ۳۳۳ متر بالاتر از سطح دریا واقع شده‌است.

## خواهرخوانده
شهر ایزنی ام آلگا خواهرخواندهٔ آندریچوو هست.